# Campeonato regional de fútbol de Santo Antão Norte 2013-14
El campeonato regional de Santo Antão Norte 2013-14 es el campeonato que se juega en los municipios de Paul y Ribeira Grande de isla de Santo Antão. Empezó el 21 de diciembre de 2013 y terminó el 30 de marzo de 2014. El torneo lo organiza la federación de fútbol de Santo Antão Norte. Solpotense FC es el equipo defensor del título.
El Paulense Desportivo Clube quedó campeón, lo que le dio una plaza para jugar el campeonato caboverdiano de fútbol.

## Equipos participantes
- Beira Mar
- Foguetões
- Rosariense
- Paulense
- Sinagoga FC
- Solpotense FC

## Tabla de posiciones
Actualizado a 30 de marzo de 2014
|   | Equipo                    | PJ | PG | PE | PP | GF | GC | DG  | PTS |
| - | ------------------------- | -- | -- | -- | -- | -- | -- | --- | --- |
| 1 | Paulense Desportivo Clube | 10 | 7  | 1  | 2  | 25 | 14 | +11 | 22  |
| 2 | Rosariense                | 10 | 6  | 3  | 1  | 24 | 11 | +13 | 21  |
| 3 | Sinagoga FC               | 10 | 3  | 3  | 4  | 14 | 15 | -1  | 12  |
| 4 | Foguetões                 | 10 | 3  | 3  | 4  | 10 | 12 | -2  | 12  |
| 5 | Solpotense FC             | 10 | 3  | 1  | 6  | 12 | 22 | -10 | 10  |
| 6 | Beira Mar                 | 10 | 2  | 1  | 7  | 14 | 25 | -11 | 7   |

## Resultados
| Sinagoga   | 1 - 1 | Solpotense | 21 de diciembre |
| Rosariense | 1 - 1 | Foguetões  | 21 de diciembre |
| Paulense   | 5 - 1 | Beira Mar  | 22 de diciembre |

| Beira Mar  | 1 - 1 | Foguetões | 28 de diciembre |
| Solpotense | 1 - 4 | Paulense  | 28 de diciembre |
| Rosariense | 1 - 1 | Sinagoga  | 29 de diciembre |

| Rosariense | 3 - 4 | Paulense  | 11 de enero |
| Foguetões  | 2 - 1 | Sinagoga  | 11 de enero |
| Solpotense | 2 - 3 | Beira Mar | 12 de enero |

| Paulense  | 1 - 2 | Sinagoga   | 18 de enero |
| Beira Mar | 2 - 3 | Rosariense | 8 de enero  |
| Foguetões | 2 - 1 | Solpotense | 19 de enero |

| Solpotense | 0 - 4 | Rosariense | 15 de febrero |
| Sinagoga   | 3 - 1 | Beira Mar  | 15 de febrero |
| Paulense   | 0 - 2 | Foguetões  | 16 de febrero |

| Beira Mar  | 2 - 3 | Paulense   | 22 de febrero |
| Solpotense | 1 - 0 | Sinagoga   | 22 de febrero |
| Foguetões  | 0 – 2 | Rosariense | 23 de febrero |

| Sinagoga  | 1 - 5 | Rosariense | 1 de marzo |
| Foguetões | 0 - 1 | Beira Mar  | 1 de marzo |
| Paulense  | 3 - 1 | Solpotense | 2 de marzo |

| Beira Mar | 2 - 3 | Solpotense | 15 de marzo |
| Paulense  | 1 - 1 | Rosariense | 15 de marzo |
| Sinagoga  | 1 - 1 | Foguetões  | 16 de marzo |

| Solpotense | 2 - 1 | Foguetões | 22 de marzo |
| Sinagoga   | 1 - 2 | Paulense  | 22 de marzo |
| Rosariense | 2 - 1 | Beira Mar | 23 de marzo |

| Foguetões  | 0 - 2 | Paulense   | 29 de marzo |
| Rosariense | 2 - 0 | Solpotense | 29 de marzo |
| Beira Mar  | 0 - 3 | Sinagoga   | 30 de marzo |

### Evolución de las posiciones
| Equipo / Jornada | 01 | 02 | 03 | 04 | 05 | 06 | 07 | 08 | 09 | 10 |
| ---------------- | -- | -- | -- | -- | -- | -- | -- | -- | -- | -- |
| Beira Mar        | 6  | 6  | 3  | 5  | 5  | 5  | 5  | 5  | 6  | 6  |
| Foguetões        | 3  | 2  | 2  | 2  | 1  | 3  | 3  | 3  | 3  | 4  |
| Rosariense       | 5  | 4  | 4  | 3  | 3  | 2  | 2  | 2  | 2  | 2  |
| Paulense         | 1  | 1  | 1  | 1  | 2  | 1  | 1  | 1  | 1  | 1  |
| Sinagoga FC      | 4  | 3  | 5  | 4  | 4  | 4  | 4  | 4  | 5  | 3  |
| Solpotense FC    | 2  | 5  | 6  | 6  | 6  | 6  | 6  | 6  | 4  | 5  |

| Campeón Paulense Desportivo Clube 5.o título |